# Jean Rigault
Pour les articles homonymes, voir Rigault.
Jean Rigault, né le 21 mars 1915 à Sedan et mort le 20 mai 2013 à Paris, est un archiviste et historien français, directeur des services d'archives de la Côte d'Or.

## Biographie
Le père de Jean Rigault est capitaine au 147e régiment d’infanterie à Sedan en 1914, tué dès septembre 1914 lors de bataille de la Marne. Il s'est marié en juin 1914 avec Alice Duter. Elle accouche de Jean après la mort de son mari, le 21 mars 1915.
Après des études secondaires au lycée Louis-le-Grand, Jean Rigault entre, en 1935, à l’École des chartes. Il prépare, parallèlement, une licence en lettre  à la Sorbonne, qu'il obtient en 1937. Il suit également, à l'École Normale Supérieure, les conférences de Lucien Febvre.  Il sort de l’École des chartes en 1939 après avoir soutenu une thèse sur La ville de Mézières et les guerres de Religion.
En septembre 1939 il est officier d'administration auprès du médecin-général de la 9e armée. Après l'effondrement de l'armée il bat en retraite à  l’hôpital militaire de Rennes et il est démobilisé au début de l'année 1941. Il restera toujours actif dans l’association des anciens
officiers du service de santé. Il est nommé, au mois d'août, archiviste en chef à Bar-le-Duc et conservateur des antiquités et objets d’art du département de la Meuse. En 1945 il est nommé à la direction des archives du département de la Moselle. Il anime également le Comité départemental d’histoire économique de l’Académie nationale de Metz. Au sein de l'Académie il est successivement secrétaire adjoint (1946-1953), puis secrétaire général.
En avril 1957 il prend la direction des Archives départementales de la Côte-d’Or et est nommé conservateur des antiquités et objets d’art du département de la Côte-d’Or. Il assure dans le même temps le secrétariat général de l’Académie des Sciences, Arts et Belles-Lettres de Dijon,  celui de la commission d’histoire économique de la Révolution de la Côte-d’Or, de la commission d’héraldique de la Côte-d’Or, et de l’Association pour la conservation des édifices religieux anciens de la Côte-d’Or,  il préside aussi la Société des Analecta burgundica et celle des Annales de Bourgogne. Il occupe ces postes  jusqu’à sa retraite en mars 1983.
Jean Rigault a été nommé chevalier de la Légion d’honneur, officier de l'Ordre du Mérite,  chevalier des Palmes académiques, chevalier du Mérite agricole.

## Publications

### Ouvrages
- Dictionnaire topographique du département de Saône-et-Loire : comprenant les noms de lieux anciens et modernes , Paris, 2008, Éditions du comité des travaux historiques et scientifiques CTHS,  1020 p. lire en ligne sur Gallica
- Guide des Archives de la Côte-d'Or,  Dijon 1984, Archives départementales de la Côte-d'Or, 415 p.
- Archives départementales de la Moselle. Répertoire numérique de la série F [co-auteur Gilbert Cahen], Metz, 1966, . Archives départementales de Moselle
- Archives départementales de la Meuse. Inventaire sommaire de la série H. Clergé régulier Tome 2 Ordres de femmes, [co-auteurs  Noël Becquart, Henri-François Buffet], Bar-le-Duc, 1953, Archives départementales, 139 p.
- Documents sur les mines de Bourgogne au XVe siècle, Bibliothèque nationale, 1975, 11 p.

### Préfacier
- Léon et Françoise Delessard, Répertoire numérique des archives antérieures à 1790. 1, Abbayes de Bénédictins, Dijon, 1971, Archives départementales.
- Gabriel Poiré, Moulins-lès-Metz, son vieux pont, ses châteaux, ses heurs et ses malheurs, ses espoirs, Metz, M. Mutelet, 1957, 133 pp.

### Articles
- "Les versements des services extérieurs dans les Archives départementales". In: La Gazette des archives, n°27, 1959. pp. 5-20.
- "Un Petit monastère du diocèse de Reims après les Guerres de religion  : le prieuré claravallien des Rosiers", in Actes du 95e Congrés national des Sociétés savantes, Reims 1970, Philol. et histoire, t. 2 Paris, 1974, Bibliothèque nationale
- "Archives et archivistes de la Côte-d'Or depuis cinquante ans",  In: La Gazette des archives, n°36, 1962, pp. 17-31.